# هاین
هاین (به آلمانی: Hayn) یک منطقهٔ مسکونی در آلمان است که در Südharz واقع شده‌است. هاین ۵۸۴ نفر جمعیت دارد.